# 제2차 세계 대전 석유 전역
제2차 세계 대전 연합군의 제2차 세계 대전 석유 캠페인:11은 RAF와 USAAF가 나치 독일에 석유, 기름, 윤활(POL) 제품을 공급하는 시설을 대상으로 수행한 공중 폭격 캠페인이었다. 이는 전쟁 중 연합군의 거대한 전략 폭격 노력의 일부를 형성했다. 독일과 추축국 통제하의 유럽에 있는 목표물에는 정유공장, 합성 연료 공장, 저장고 및 기타 POL 기반 시설이 포함되었다.
전쟁 전 영국은 독일이 전쟁 기계에 필요한 석유와 석유 제품에 의존하고 있다는 것을 파악했으며, 전략 폭격은 1940년 RAF의 독일에 대한 공격으로 시작되었다. 미국이 전쟁에 참전한 후(1941년 12월), 1943년 루마니아 정유공장에 대한 타이달 웨이브 작전과 같은 주간 "정밀 폭격" 공격을 수행했다. 전쟁의 유럽 전역에서 마지막 주요 전략 공습은 1945년 4월 노르웨이의 정유공장을 목표로 했다.
전쟁 중 POL 목표물에 대한 노력은 다양했으며, 연합군의 연합 폭격 공세 내에서 다른 목표물, 예를 들어 독일 V-무기 공격 격퇴, 독일 공군 파괴, 또는 1944년 서유럽 침공 준비를 위한 수송 링크 공격 등 사이에서 상대적 우선순위가 계속 바뀌었다.

## 캠페인 전략
영국은 전쟁 전 "서부 공중 계획 5(c)"에서 독일의 연료 공급의 중요성을 파악했다.:56 1940년 영국 폭격의 초점은 영국 공군부의 지시에 따라 계속해서 변경되었다. 6월 초에 석유 목표물이 야간 폭격의 우선순위가 되었고, 어두운 밤(석유 목표물을 찾을 수 없을 때)에는 다른 전쟁 산업에 대한 공격이 이루어졌지만 "무차별적인 행동"은 피해야 한다는 조건이 붙었다. 6월 20일, 석유 목표물은 독일 항공기 산업과 독일과 전선에 있는 군대 간의 통신선에 이어 세 번째 우선순위가 되었다. 독일 선박에 우선순위가 주어진 짧은 기간 후, 7월 중순에는 집중 공격 정책에 따라 석유 목표물이 두 번째 우선순위가 되었고, 다섯 개의 정유공장이 주목 대상으로 지정되었다.:56–57 찰스 포털 경은 성공 가능성에 회의적이었으며, 평균 승무원이 달빛 아래에서 찾을 수 있는 목표물은 몇 개에 불과하다고 말했다.
RAF는 추축국의 석유를 "핵심 중심"으로 보았고, 1941년 2월, 영국 공군 참모부는 영국 왕립 공군 폭격사령부가 17개 목표물 목록 중 절반을 파괴함으로써 추축국의 석유 생산 능력을 80% 줄일 수 있을 것으로 예상했다.

## 플로이에슈티 유전
1941년 8월 버트 보고서는 당시 RAF 폭격의 정확성과 성능이 좋지 않음을 밝혀냈지만,:70–71 찰스 포털 공군참모총장은 1943년 카사블랑카 회담에서 추축국 영토 내 석유 목표물의 중요성을 강조했다. 유럽 목표물에 대한 최초의 미국 폭격은 1942년 6월 12일 루마니아 플로이에슈티 정유공장이었으며, 석유 캠페인은 1944년까지 낮은 우선순위로 계속되었다. 우선순위는 프랑스에서 독일 V-무기 목표물("크로스보우 작전")에 대한 공격 필요성으로 인해 떨어졌고, 이후 프랑스 침공 준비를 위한 통신선 공격("트랜스포트 계획"으로 설명됨)으로 떨어졌다.

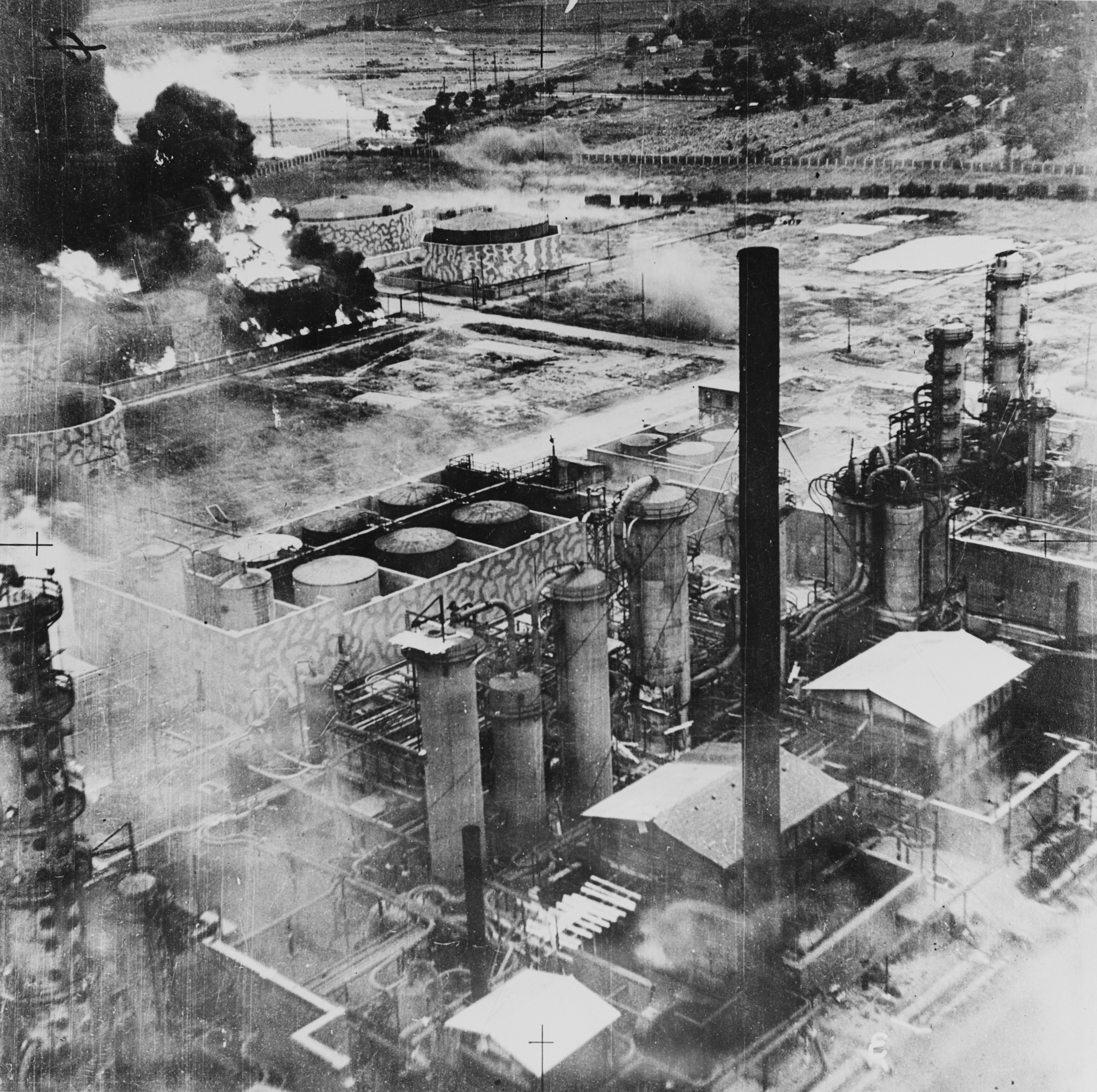
타이달 웨이브 작전 중 B-24 리버레이터 폭격기의 공습 후 불타고 있는 루마니아 플로이에슈티의 콜롬비아 아퀼라 정유공장

1944년 3월, "연합 폭격 공세 완료 계획"이 제시되었고 이는 영국 경제 전쟁부의 호의를 얻었다. 이 계획은 나치 독일의 "14개의 합성 공장(브라바그)과 13개의 정유공장"을 공격할 것을 제안했다. 이 계획은 폭격으로 추축국의 석유 생산량을 50% 줄일 수 있을 것으로 추정했다—이는 나치 독일이 필요로 하는 양보다 33% 적은 양이었다—하지만 또한 4가지 추가 우선순위도 포함했다: 첫째 석유, 그 다음 전투기와 베어링 생산, 고무 생산, 그리고 폭격기 생산. 5월 12일과 28일 석유 목표물에 대한 시험 폭격으로 인한 피해와 울트라 감청 및 기타 정보 보고서에서 석유 시설의 중요성과 취약성이 확인되면서, 1944년 9월 3일 석유 목표물이 최우선 순위가 되었다.
1944년 6월, 공군부의 자원 질의에 대한 응답으로 폭격사령부 참모진은 루르의 석유 목표물 10개를 파괴하는 데 32,000톤의 폭탄이 필요할 것으로 추정했다. 아서 해리스 공군참모총장은 여유 자원을 석유 목표물에 전환하는 데 동의했다. 그들은 너무나 중요하다고 판단되어, 폭격기 승무원에게 휴식을 주고 방어자를 기습하기 위해 폭탄을 실은 전투기만으로 구성된 공습이 한 차례 감행되었다.:246–247
1944년 늦여름 연합군은 정유 시설의 생산 재개 시점에 맞춰 정찰 사진 정보를 활용하기 시작했다. 기상 제한에도 불구하고: "이것이 큰 돌파구였다... 공장은... 전기망, 즉 신경계와 가스 및 수도 본관에 대한 연속적인 공격으로 손상될 것이다." (도널드 밀러 저):320 그러나 가을과 겨울의 악천후로 인해 석유 목표물보다 트랜스포트 계획 목표물에 "훨씬 더 많은 양"이 소모되었다. 오스트리아의 린츠에 있는 벤졸(석유) 공장은 1944년 10월 16일 폭격당했다.
1945년 1월, 석유 목표물의 우선순위가 낮아졌다.
루마니아에서 독일로 석유 공급이 도달하는 것을 막기 위해 RAF는 공중 기뢰 활동을 다뉴브 강까지 확장했다.

## 전후
RAF와 해리스가 석유 목표물의 중요성에 대해 주장했음에도 불구하고, 해리스는 석유 목표물에 최고 우선순위를 부여하는 것에 반대했다 그러나 전후에는 이 캠페인이 "완전한 성공"이었다고 인정하면서 다음과 같이 단서를 달았다. "나는 당시 [석유] 캠페인이 성공할 것이라고 예상하는 것이 합리적이라고 생각하지 않았다. 연합군 전략가들이 한 일은 약체에 베팅하는 것이었고, 그것이 우연히 경주에서 우승한 것이었다.":311
합동참모본부 지시 1067호는 1947년 7월까지 독일의 전후 석유 생산을 금지했으며, 미국 육군은 필요한 경우 석유 시설을 복구하고 사용할 수 있도록 전후 조치를 취하고, 불필요한 노획 장비는 폐기하도록 했다. "유럽 기술 임무단"(추축 유럽 석유 산업 조사 계획)의 다양한 공장 조사와 1946년 3월 보고서에 따라 미국 광업국은 페이퍼클립 작전의 합성 연료 과학자 7명을 미주리주 루이지애나의 피셔-트롭쉬 화학 공장에 고용했다. 1975년 10월, 텍사스 A&M 대학교는 독일 문서 검색 프로젝트를 시작하여 1977년 4월 28일 보고서를 완성했다. 이 보고서는 영국 정보 목표 소위원회, 미국 현장 정보국(기술), 그리고 연합 정보 목표 소위원회에 의한 독일 공장 최종 조사 및 독일 과학자 심문을 확인했다.

## 결과에 대한 의견
성공에도 불구하고, 1944년 봄까지 연합군 폭격 공세는 독일 경제를 혼란시키거나 필수 품목 생산에 심각한 차질을 초래하지 못했다. 석유 캠페인 임무는 이러한 목표를 달성한 최초의 표적 공격이었다. 미국 전략 폭격 조사단(USSBS)은 "재앙적인" 피해를 확인했다. 독일 산업은 석유 목표물에 대한 공격에 의해 그 자체로 크게 영향을 받지 않았다. 석탄이 주요 에너지원이었기 때문이다. 그러나 전략 폭격 전체에 대한 분석에서 USSBS는 운송 목표물에 대한 공격으로 인한 운송 시스템 붕괴의 결과가 독일 경제의 최종 붕괴에 "다른 어떤 단일 요인보다 아마도 더 큰" 영향을 미쳤다고 밝혔다.:159
그러나 여러 저명한 독일군 장교들은 석유 캠페인이 나치 독일 패배에 결정적이었다고 설명했다. 아돌프 갈란트는 자신의 저서에서 "독일 붕괴를 초래한 복합 요인 중 가장 중요한 것"이라고 썼고, 루프트바페의 전시 지도자인 헤르만 괴링은 이를 "치명적 극치"라고 묘사했다.:287

알베르트 슈페어는 자신의 회고록에서 "그것은 독일 군수 생산의 종말을 의미했다"고 말했다.:412–4
이는 "즉시 효과적이었고, 1년도 채 되지 않아 결정적이었다"고 언급되었다. 루프트바페 야전 원수 에르하르트 밀히는 석유 캠페인의 결과에 대해 언급하며 "영국군은 우리에게 깊고 피 흘리는 상처를 남겼지만, 미국군은 우리 심장을 찔렀다"고 주장했다.

## 통계
다음 통계는 영국 폭격 조사단에서 나온 것이다. 수치는 전쟁 마지막 해의 석유 캠페인에 대한 것이다.:158
석유 목표물에 대한 RAF 및 USAAF 공격 횟수:
| 월          | USAAF 제8 공군 | USAAF 제15 공군 | RAF 폭격사령부 |
| ----------- | -------------- | --------------- | -------------- |
| 1944년 5월  | 11             | 10              | 0              |
| 1944년 6월  | 20             | 32              | 10             |
| 1944년 7월  | 9              | 36              | 20             |
| 1944년 8월  | 33             | 23              | 20             |
| 1944년 9월  | 23             | 8               | 14             |
| 1944년 10월 | 18             | 10              | 10             |
| 1944년 11월 | 32             | 19              | 22             |
| 1944년 12월 | 7              | 33              | 15             |
| 1945년 1월  | 17             | 5               | 23             |
| 1945년 2월  | 20             | 20              | 24             |
| 1945년 3월  | 36             | 24              | 33             |
| 1945년 4월  | 7              | 1               | 9              |
| 총계        | 233            | 221             | 200            |

석유 목표물에 투하된 미국톤:
| 월          | USAAF 제8 공군 | USAAF 제15 공군 | RAF 폭격사령부 |
| ----------- | -------------- | --------------- | -------------- |
| 1944년 5월  | 2,883          | 1,540           | 0              |
| 1944년 6월  | 3,689          | 5,653           | 4,562          |
| 1944년 7월  | 5,379          | 9,313           | 3,829          |
| 1944년 8월  | 7,116          | 3,997           | 1,856          |
| 1944년 9월  | 7,495          | 1,829           | 4,488          |
| 1944년 10월 | 4,462          | 2,515           | 4,088          |
| 1944년 11월 | 15,884         | 4,168           | 16,029         |
| 1944년 12월 | 2,937          | 6,226           | 5,772          |
| 1945년 1월  | 3,537          | 2,023           | 10,114         |
| 1945년 2월  | 1,616          | 4,362           | 15,749         |
| 1945년 3월  | 9,550          | 6,628           | 21,211         |
| 1945년 4월  | 1,949          | 124             | 5,993          |
| 총계        | 66,497         | 48,378          | 93,691         |

폭격의 효율성은 부족했다. 특정 장소에 대한 독일 기록을 바탕으로 USSBS는 연합군 폭탄의 평균 87%가 공장 경계 밖으로 떨어졌으며, 공장 경계 내에서 공장이나 장비를 타격한 비율은 몇 퍼센트에 불과하다고 판단했다. USAAF는 좋은 폭격 조건에서 공장 내부에 폭탄의 26%를, 시각 및 계기 혼합 사용 시 12%를 투하할 수 있었지만, 계기만 사용하는 폭격 기술을 사용해야 할 때는 5%에 불과했다. 그리고 전체 투하량의 80%는 부분적으로 또는 완전히 계기 조건에서 전달되었다. 패스파인더 기술을 사용한 RAF의 야간 폭격은 공장 내부 평균 16%를 기록했다.
폭격사령부의 석유 목표물에 대한 노력은 일부 측면에서 더 효율적이었다. 총 투하량은 USAAF 제8 및 제15 공군을 합친 것보다 적었지만, 동잉글랜드 기지에서도 작전하던 제8 공군보다 더 적은 공격으로 더 많은 톤을 투하했다. USSBS는 폭격사령부의 중폭탄 – 4,000-파운드 (1,800 kg) 블록버스터 폭탄 – 이 동일한 중량의 소형 폭탄보다 더 효과적이라고 믿었다. RAF와 USAAF 모두 석유 목표물에 많은 수의 불발탄을 투하했는데, 각각 19%와 12%였다.:158–159

## 같이 보기
- 제2차 세계 대전 석유 캠페인 연표
- 제2차 세계 대전 석유 캠페인 목표
- 영국-소련의 이란 침공 (1941년 8월–9월) 페르시아 석유 접근권 확보
- 네덜란드령 동인도 전역 (1941년–1942년) 석유 및 고무 자원 확보를 위한 일본 작전
- 청색 작전 및 에델바이스 작전 - 1942년 여름 독일군 작전
- 1944년 8월 루마니아 전투는 추축국이 루마니아 유전을 잃게 함
- 차코 전쟁 - 차코 지역이 풍부한 석유 공급원이 될 수 있다는 가정 하에 벌어진 주요 분쟁
- 타이달 웨이브 II 작전 - 이슬람 국가의 석유 생산 및 수송 능력을 방해하기 위한 미 공군 공중 캠페인

## 내용주
1. ↑  1945년 1월 지휘 해제 전까지 루프트바페 전투기 감찰관

### 참고 문헌
- Bowden, Ray (2008). 《Merseburg: Blood, Flak & Oil: The 8th Air Force Missions》. 디자인 오라클. ISBN 978-1-898575-04-7.
- Hall, R. Cargill (2005) [1998]. 《Case Studies in Strategic Bombardment》. University Press of the Pacific. ISBN 1-4102-2480-5.
- Caldwell, Donald; Muller, Richard (2007). 〈The Oil Campaign May–August 1944〉. 《The Luftwaffe Over Germany: Defense of the Reich》. MBI 퍼블리싱 컴퍼니. ISBN 978-1-85367-712-0.
- Hastings, Max (2013) [1979]. 《Bomber Command》. 마이클 조셉 주식회사. ISBN 978-0-330-51361-6.
- Miller, Donald L. (2006). 《Masters of the Air: America's Bomber Boys Who Fought the Air War Against Nazi Germany》. 뉴욕: 사이먼 & 슈스터. ISBN 978-0-7432-3544-0.